# Sjećanja jedne gejše
Sjećanja jedne gejše (engleski Memoirs of a Geisha roman je američkog pisca Arthura Goldena objavljen godine 1997. Roman u prvom licu opisuje fiktivni život gejše koja radi u Kyotu prije, za vrijeme i nakon drugog svjetskog rata. Doživio je veliki uspjeh i postao svjetskim bestselerom. Istovremeno je u japanskoj javnosti izazvao kritike i kontroverze zbog senzacionalističkog pristupa temi i brojnih faktografskih pogrešaka.
Mineko Iwasaki, gejša koju je Golden intervjuirao za vrijeme pripreme pisanja romana, tužila ga je za klevetu ustvrdivši da je naslovni lik temeljen na njoj i pogrešno prikazan kao prostitutka. Spor je kasnije riješen sudskom nagodbom.
Osam godina kasnije je po njemu snimljen istoimeni film sa Zhang Ziyi u naslovnoj ulozi.